# 恩圖曼戰役
恩圖曼戰役發生在1898年，是英國在馬赫迪戰爭後期遠征蘇丹恩圖曼的一場戰役。交戰方分別是英國和埃及的聯軍與當地的伊斯蘭教馬赫迪軍。這起戰役英軍大規模使用馬克沁機槍，造成蘇丹士兵的大量死傷。
此戰場位于今天苏丹的恩圖曼。

## 背景
19世紀年間，在瓜分風潮中非洲各地陸續淪為列強的殖民地。而蘇丹在東非佔有廣大的人力資源和原料，位置上深入非洲中部而且鄰近尼羅河，具有重要的戰略價值。馬赫迪曾率領蘇丹人民在1885年馬赫迪戰爭中一度趕走英國殖民者並實行短暫的全國統治。但在1896年起英國再度入侵蘇丹，法國也在稍後的七月入侵。
英軍指揮官赫伯特·基奇纳，第一代基奇纳伯爵由北進攻，1898年4月英軍攻陷馬赫迪首都附近的烏姆·都爾曼，9月推進到法紹達（或譯法紹德）。與入侵的法軍會面，為避免衝突，英法在1899年3月簽訂協定以劃分非洲的勢力範圍。協定認可了英國擁有東蘇丹全境的勢力範圍。

## 經過

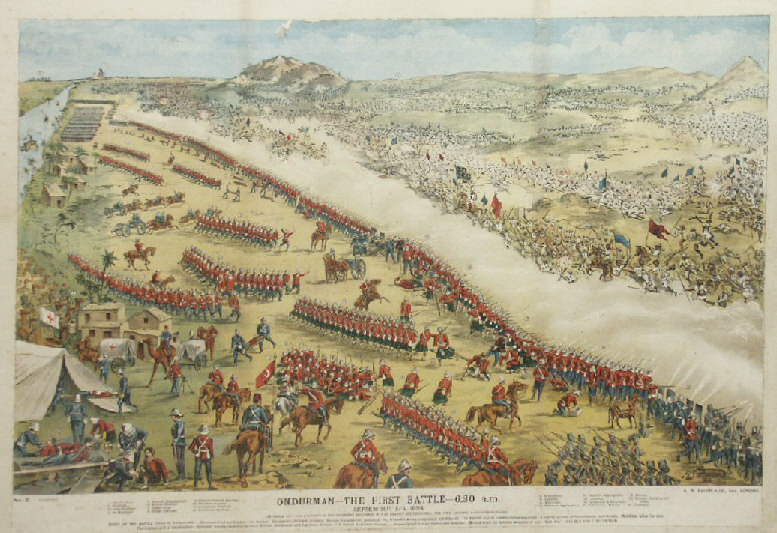
英軍在河邊射擊蘇丹士兵

英軍首先在恩圖曼附近的尼羅河邊建築了防線。9月2日，數萬名蘇丹騎兵一窩蜂衝向英軍防線，但是在機槍連續射擊下，短短數分鐘內騎兵接連的倒下。但蘇丹軍仍反覆的進攻數次，卻無法取得成功。機槍在長時間射擊下，內部冷卻系統的水已經蒸發，使得機槍手得來回的到尼羅河提水，以繼續射擊。
當晚邱吉爾曾在日記中提起：
|  | 〝在馬克沁機槍前有2萬具屍體密密麻麻地躺在地上〞 |

雖然馬赫迪軍在此役潰敗，但其哈里發（首領）阿布杜勒成功逃出恩圖曼，奔向駐紮在奧貝德（El Obeid）的據點。1899年10月，馬赫迪軍最終在傑迪爾山巴加拉（Baggara，位於喀土穆南方四百英里）被英軍包圍殲滅。